# Radek Bejbl
Radek Bejbl, né le 29 août 1972 à Nymburk alors en Tchécoslovaquie, est un footballeur international tchécoslovaque tchèque, évoluant au poste de milieu de terrain, reconverti en entraîneur. 
Après des débuts au Lokomotiva Nymburk puis au TJ AŠ Mladá Boleslav, Bejbl intègre le Slavia Prague avec lequel il est champion de Tchéquie en 1996. Cette année-là, il fait partie de l'équipe tchèque qui atteint la finale de l'Euro 1996, ce qui lui vaut une notoriété européenne. Il intègre alors l'Atlético de Madrid avec lequel il évolue durant quatre saisons et est finaliste de la Coupe du Roi 1999 mais ne peut empêcher la relégation du club en Segunda División. Il poursuit alors sa carrière au RC Lens. Ce passage en France étant un échec, il fait son retour au Slavia Prague. Après trois ans au club, il rejoint un dernier club étranger, le Rapid Vienne, avant de finir sa carrière en 2008 au Slovan Liberec. Il est ensuite entraîneur d'équipes de jeunes.

## Biographie

### Carrière de joueur

#### En club
Radek Bejbl commence le football dans le club de sa ville natale, le Lokomotiva Nymburk puis passe un an au TJ AŠ Mladá Boleslav. L'année de ses 18 ans, il rejoint le Slavia Prague dans lequel il est régulièrement titulaire. Avec son club, il est vice-champion de Tchécoslovaquie en 1993 puis vice-champion de Tchéquie en 1994 et en 1995. À chaque fois, le Slavia Prague est devancé par son rival du Sparta Prague. Le résultat change en 1996, le Slavia devient champion national. Le club atteint également la demi-finale de la Coupe UEFA 1995-1996. Face aux Girondins de Bordeaux, les Tchèques sont battus à deux reprises 1-0, Bejbl dispute ces deux rencontres en tant que titulaire.
Suivi également par la Real Sociedad, la Fiorentina ou Bologne, Bejbl est recruté par l'Atlético de Madrid sur demande de l'entraîneur Radomir Antić, après les échecs sur les tentatives de recrutement de Viktor Onopko et Slaviša Jokanović. Le contrat porte sur quatre saisons plus une cinquième en option et l'indemnité de transfert est estimée entre 400 et 500 millions de pesetas,. Dès son transfert, il est comparé à Juan Vizcaíno, présent au club depuis plusieurs saisons. À Madrid, Bejbl est effectivement en concurrence avec lui pour une place de titulaire dans le milieu de terrain. L'Espagnol a un rôle de soutien pur quand le Tchèque est davantage un relanceur et participe à la distribution du jeu, une option voulue par Antić pour cette saison. Le choix de l'un ou de l'autre ne change pas réellement les résultats du club,. Bejbl atteint la finale de la Coupe du Roi 1999. Lors de la finale qu'il joue, l'Atlético est battu par le FC Valence 3-0.
La saison 1999-2000 voit l'Atlético lutter pour ne pas être relégué en Segunda División. La saison est en outre perturbée par le non-paiement du salaire de certains joueurs et l'incarcération pendant plusieurs mois du président du club, Jesús Gil, en raison de malversations et falsification de documents. Bejbl, qui a validé son année supplémentaire de contrat, annonce à quelques matches de la fin du championnat ne pas vouloir rester en cas de descente du club. Relégué, le club atteint néanmoins la finale de la Coupe d'Espagne. Bejbl n'est pas dans le groupe qui dispute et perd cette finale en raison de sa sélection dans l'équipe tchèque amenée à disputer l'Euro 2000.
À l'inter-saison, Bejbl est transféré au RC Lens. Il s'engage pour trois saisons et le montant du transfert est estimé à 22 millions de francs,. Au sein du club lensois, pressenti pour faire partie de l'équipe type de la saison du club, il dispute 24 matches de championnat lors de sa première saison où le club évolue en bas de tableau. Il ne joue qu'un seul match la saison suivante. Son passage à Lens est reconnu comme étant un échec.
En 2002, Bejbl quitte le RC Lens pour rejoindre le Slavia Prague où il a un contrat portant sur trois ans. À l'occasion du troisième tour préliminaire de la Ligue des champions 2003-2004, Alfredo Caldas, membre de l'encadrement de l'adversaire du jour, le Celta de Vigo, constate les « carences physiques » du joueur par rapport à son passage en Espagne, dont les aptitudes ne correspondent pas au nouveau poste qu'il occupe, celui de défenseur central. De 2005 à 2007, il évolue en Autriche au Rapid Vienne avant de terminer sa carrière en 2008 dans son pays au Slovan Liberec.

#### En sélection
Radek Bejbl dispute son premier match en équipe de Tchécoslovaquie le 4 janvier 1992 face à l'Égypte. Il dispute également un match des éliminatoires de la Coupe du monde 1994, l'équipe évoluant alors sous la bannière de « Représentation des Tchèques et des Slovaques ».
Son parcours avec la sélection tchèque commence par un match amical disputé contre la Slovaquie le 8 mai 1995. Lors de l'Euro 1996, il fait partie des joueurs majeurs de la sélection tchèque et est associé à Pavel Nedvěd dans la récupération de balle. Il dispute cinq des six matchs de sa sélection et inscrit un but lors du premier tour qui donne la victoire à son pays face à l'Italie et est désigné homme du match. Suspendu en demi-finale face à la France, il dispute la finale perdue face à l'Allemagne en prolongation.
Bejbl participe ensuite à la Coupe des confédérations 1997 où la Tchéquie se classe troisième puis à l'Euro 2000. Sa dernière sélection, la 56e pour la Tchéquie, a lieu le 6 juin 2001 face à l'Irlande du Nord, un match gagné par la Tchéquie 3-1. Il est capitaine à trois reprises et inscrit trois buts.

### Après-carrière
Bejbl est consultant pour une chaîne de télévision tchèque après sa carrière. Il devient également entraîneur d'équipes de jeunes au FK Viktoria puis en sélection tchèque. Responsable des moins de 16 ans en 2018, il dirige à partir de septembre 2021 l'équipe des moins de 18 ans,.

## Palmarès
En club, Bejbl est champion de Tchéquie en 1996 avec le SK Slavia Prague. Avec l'Atlético de Madrid, il est finaliste de la Supercoupe d'Espagne en 1996 puis finaliste de la Coupe du Roi 1999.
En sélection, Bejbl est finaliste de l'Euro 1996 puis troisième de la Coupe des confédérations 1997.

## Caractéristiques
À son arrivée à l'Atlético de Madrid, les dirigeants du club considèrent que Bejbl est capable non seulement de récupérer la balle au milieu du terrain mais peut également participer à la construction du jeu. Ils mettent également en avant son jeu de tête.

## Statistiques
| Saison                | Club                  | Championnat           | Championnat | Championnat | Coupe nationale | Coupe nationale | Coupe de la Ligue | Coupe de la Ligue | Supercoupe | Supercoupe | Compétition(s) continentale(s) | Compétition(s) continentale(s) | Compétition(s) continentale(s) | Tchécoslovaquie Tchéquie | Tchécoslovaquie Tchéquie | Total | Total |
| Saison                | Club                  | Division              | M.          | B.          | M.              | B.              | M.                | B.                | M.         | B.         | Comp.                          | M.                             | B.                             | M.                       | B.                       | M.    | B.    |
| 1990-1991             | Slavia Prague         | I. Liga               | 22          | 1           | -               | -               | -                 | -                 | -          | -          | -                              | -                              | -                              | -                        | -                        | 22    | 1     |
| 1991-1992             | Slavia Prague         | I. Liga               | 29          | 9           | -               | -               | -                 | -                 | -          | -          | -                              | -                              | -                              | 1                        | 0                        | 30    | 9     |
| 1992-1993             | Slavia Prague         | I. Liga               | 23          | 1           | -               | -               | -                 | -                 | -          | -          | -                              | -                              | -                              | 1                        | 0                        | 24    | 1     |
| 1993-1994             | Slavia Prague         | 1. Liga               | 27          | 5           | -               | -               | -                 | -                 | -          | -          | C3                             | 2                              | 0                              | -                        | -                        | 29    | 5     |
| 1994-1995             | Slavia Prague         | 1. Liga               | 29          | 4           | -               | -               | -                 | -                 | -          | -          | C3                             | 4                              | 1                              | 1                        | 0                        | 34    | 5     |
| 1995-1996             | Slavia Prague         | 1. Liga               | 28          | 8           | -               | -               | -                 | -                 | -          | -          | C3                             | 11                             | 1                              | 10                       | 1                        | 49    | 10    |
| 1996-1997             | Atlético de Madrid    | Primera División      | 33          | 2           | 4               | 0               | -                 | -                 | 2          | 0          | C1                             | 8                              | 0                              | 7                        | 1                        | 54    | 3     |
| 1997-1998             | Atlético de Madrid    | Primera División      | 27          | 0           | 2               | 0               | -                 | -                 | -          | -          | C3                             | 8                              | 0                              | 14                       | 1                        | 51    | 1     |
| 1998-1999             | Atlético de Madrid    | Primera División      | 14          | 0           | 3               | 0               | -                 | -                 | -          | -          | C3                             | 4                              | 0                              | 4                        | 0                        | 25    | 0     |
| 1999-2000             | Atlético de Madrid    | Primera División      | 31          | 0           | 3               | 0               | -                 | -                 | -          | -          | C3                             | 8                              | 0                              | 12                       | 0                        | 54    | 0     |
| 2000-2001             | Racing Club de Lens   | Division 1            | 24          | 0           | 1               | 0               | 1                 | 0                 | -          | -          | -                              | -                              | -                              | 8                        | 0                        | 34    | 0     |
| 2001-2002             | Racing Club de Lens   | Division 1            | 1           | 0           | -               | -               | -                 | -                 | -          | -          | -                              | -                              | -                              | -                        | -                        | 1     | 0     |
| 2002-2003             | Slavia Prague         | 1. Liga               | 26          | 1           | -               | -               | -                 | -                 | -          | -          | C3                             | 4                              | 0                              | -                        | -                        | 30    | 1     |
| 2003-2004             | Slavia Prague         | 1. Liga               | 30          | 1           | -               | -               | -                 | -                 | -          | -          | C1+C3                          | 2+4                            | 0+1                            | -                        | -                        | 36    | 2     |
| 2004-2005             | Slavia Prague         | 1. Liga               | 27          | 0           | -               | -               | -                 | -                 | -          | -          | C3                             | 2                              | 0                              | -                        | -                        | 29    | 0     |
| 2005-2006             | Rapid Vienne          | Bundesliga            | 32          | 2           | 1               | 0               | -                 | -                 | -          | -          | C1                             | 8                              | 0                              | -                        | -                        | 41    | 2     |
| 2006-2007             | Rapid Vienne          | Bundesliga            | 27          | 1           | 1               | 0               | -                 | -                 | -          | -          | -                              | -                              | -                              | -                        | -                        | 28    | 1     |
| 2007-2008             | Slovan Liberec        | 1. Liga               | 8           | 0           | -               | -               | -                 | -                 | -          | -          | -                              | -                              | -                              | -                        | -                        | 8     | 0     |
| Total sur la carrière | Total sur la carrière | Total sur la carrière | 438         | 35          | 15              | 0               | 1                 | 0                 | 2          | 0          | -                              | 65                             | 3                              | 58                       | 3                        | 579   | 41    |